# 夏如乡
夏如乡（藏語：ཤར་རུ་），是中华人民共和国西藏自治区日喀则市萨嘎县下辖的一个乡镇级行政单位。

## 行政区划
夏如乡下辖以下地区：
夏如村、岗拉村、达孜村、拉亚村、坚巴夏村和赤姆村。